# Federico Fernández (football)
Pour les articles homonymes, voir Federico Fernández.
Federico Fernández est un footballeur argentin né le 21 février 1989 à Tres Algarrobos en Argentine. Il joue au poste de défenseur central et évolue actuellement à Estudiantes La Plata.

## Biographie

### Débuts en Argentine
Fernández fait ses débuts dans le championnat argentin lors de la 5e journée de l'Apertura 2008 contre Vélez Sársfield. Il prend part à deux rencontres en Copa Sudamericana 2008 (contre Arsenal et Botafogo) dans le parcours de l'Estudiantes qui verra le club argentin arriver jusqu'en finale.
Le 2 mai 2009, dans le match contre Lanús (0-3), Fernández marque son premier but sur une passe de son coéquipier Juan Sebastián Verón. Le 17 mai 2009, il inscrit un nouveau but dans la large victoire contre l'Independiente (1-5). Il dispute les deux matchs du quart de finale de Copa Libertadores 2009 contre le Defensor SC. Il ne fera plus d'apparitions dans la compétition mais son club parvient à remporter le trophée.
Lors de la saison 2010-2011, Federico Fernández s'impose comme titulaire au sein de la défense de l'Estudiantes. Ses performances permettent au club de gagner le championnat d'ouverture (Apertura 2010). Le 30 mars 2011, Fernández marque un but de la tête en Copa Libertadores 2011 contre le club colombien du Deportes Tolima mais les argentins concèdent le nul (1-1).

### Naples
En décembre 2010, le Napoli achète Fernández pour un montant de 2,3 millions d'euros. Mais en raison d'un problème de passeport, le joueur argentin ne peut rejoindre le club de Serie A qu'en juillet 2011.
Le 2 novembre 2011, il met 2 buts de la tête face au Bayern Munich en Ligue des champions, essayant de faire une incroyable remontée après un triplé de Mario Gómez, mais son équipe perd quand même 3-2.

### Swansea
Le 19 août 2014, il rejoint le club gallois de Swansea pour quatre ans. Il portera le numéro 33.

## Statistiques

### Buts internationaux
| 0   | Date             | Lieu                                                          | Compétition  | Résultat | Adversaire | Détail | Détail     | Détail | Sél. |
| --- | ---------------- | ------------------------------------------------------------- | ------------ | -------- | ---------- | ------ | ---------- | ------ | ---- |
| 1er | 25 mai 2011      | Estadio Centenario (Resistencia) (en), Resistencia, Argentine | Match amical | V 4-2    | Paraguay   | 37e    | de la tête | 2-1    | 2e   |
| 2e  | 9 juin 2012      | MetLife Stadium, East Rutherford, États-Unis                  | Match amical | V 4-3    | Brésil     | 76e    | de la tête | 3-3    | 8e   |
| 3e  | 3 septembre 2014 | ESPRIT Arena, Düsseldorf, Allemagne                           | Match amical | V 2-4    | Allemagne  | 47e    | de la tête | 0-3    | 31e  |

## Palmarès
- Estudiantes de La Plata :
  - Vainqueur de la Copa Libertadores en 2009
  - Champion d'Argentine (Apertura) en 2010

- SSC Naples :
  - Vainqueur de la Coupe d'Italie en 2012 et en 2014.